# Jiaoling
Jiaoling léase Chiáo-Ling (en chino simplificado, 蕉岭县; pinyin, Jiāolǐng xiàn)  es un condado bajo la administración directa de la ciudad-prefectura de Meizhou. Se ubica al este de la provincia de Cantón, en el sur de la República Popular China. Su área es de 961 km² y su población total para 2018 fue más de 200 mil habitantes.

## Administración
El condado de Jiaoling se divide en 8 pueblos que se administran en poblados.

## Clima
| Parámetros climáticos promedio de Jiaoling (1981−2010) | Parámetros climáticos promedio de Jiaoling (1981−2010) | Parámetros climáticos promedio de Jiaoling (1981−2010) | Parámetros climáticos promedio de Jiaoling (1981−2010) | Parámetros climáticos promedio de Jiaoling (1981−2010) | Parámetros climáticos promedio de Jiaoling (1981−2010) | Parámetros climáticos promedio de Jiaoling (1981−2010) | Parámetros climáticos promedio de Jiaoling (1981−2010) | Parámetros climáticos promedio de Jiaoling (1981−2010) | Parámetros climáticos promedio de Jiaoling (1981−2010) | Parámetros climáticos promedio de Jiaoling (1981−2010) | Parámetros climáticos promedio de Jiaoling (1981−2010) | Parámetros climáticos promedio de Jiaoling (1981−2010) | Parámetros climáticos promedio de Jiaoling (1981−2010) |
| Mes                                                    | Ene.                                                   | Feb.                                                   | Mar.                                                   | Abr.                                                   | May.                                                   | Jun.                                                   | Jul.                                                   | Ago.                                                   | Sep.                                                   | Oct.                                                   | Nov.                                                   | Dic.                                                   | Anual                                                  |
| ------------------------------------------------------ | ------------------------------------------------------ | ------------------------------------------------------ | ------------------------------------------------------ | ------------------------------------------------------ | ------------------------------------------------------ | ------------------------------------------------------ | ------------------------------------------------------ | ------------------------------------------------------ | ------------------------------------------------------ | ------------------------------------------------------ | ------------------------------------------------------ | ------------------------------------------------------ | ------------------------------------------------------ |
| Temp. máx. abs. (°C)                                   | 28.2                                                   | 30.2                                                   | 32.3                                                   | 34.8                                                   | 36.5                                                   | 38.2                                                   | 39.2                                                   | 38.5                                                   | 37.7                                                   | 35.6                                                   | 34.5                                                   | 29.0                                                   | '                                                      |
| Temp. máx. media (°C)                                  | 18.1                                                   | 18.5                                                   | 21.5                                                   | 25.9                                                   | 29.2                                                   | 31.6                                                   | 34.0                                                   | 33.5                                                   | 31.6                                                   | 28.9                                                   | 24.6                                                   | 19.8                                                   | 26.4                                                   |
| Temp. media (°C)                                       | 12.4                                                   | 13.8                                                   | 16.9                                                   | 21.5                                                   | 24.6                                                   | 26.9                                                   | 28.6                                                   | 28.1                                                   | 26.4                                                   | 23.1                                                   | 18.6                                                   | 13.6                                                   | 21.2                                                   |
| Temp. mín. media (°C)                                  | 8.7                                                    | 10.5                                                   | 13.7                                                   | 18.4                                                   | 21.5                                                   | 23.8                                                   | 24.9                                                   | 24.7                                                   | 22.9                                                   | 19.2                                                   | 14.5                                                   | 9.4                                                    | 17.7                                                   |
| Temp. mín. abs. (°C)                                   | −0.4                                                   | 0.1                                                    | 0.5                                                    | 8.2                                                    | 13.0                                                   | 16.6                                                   | 20.1                                                   | 21.0                                                   | 15.5                                                   | 7.4                                                    | 2.9                                                    | −2.9                                                   | '                                                      |
| Precipitación total (mm)                               | 47.7                                                   | 105.5                                                  | 167.5                                                  | 224.4                                                  | 228.7                                                  | 286.8                                                  | 156.7                                                  | 207.5                                                  | 130.5                                                  | 32.4                                                   | 36.9                                                   | 34.1                                                   | 1658.7                                                 |
| Humedad relativa (%)                                   | 71                                                     | 76                                                     | 79                                                     | 80                                                     | 80                                                     | 82                                                     | 77                                                     | 79                                                     | 77                                                     | 71                                                     | 68                                                     | 67                                                     | 75.6                                                   |
| Fuente: China Meteorological Data Service Center       |                                                        |                                                        |                                                        |                                                        |                                                        |                                                        |                                                        |                                                        |                                                        |                                                        |                                                        |                                                        |                                                        |